# Merenius solitarius
Merenius solitarius är en spindelart som beskrevs av Roger de Lessert 1946. Merenius solitarius ingår i släktet Merenius och familjen flinkspindlar.
Artens utbredningsområde är Kongo. Inga underarter finns listade i Catalogue of Life.